# Janesville (Wisconsin)
Pour les articles homonymes, voir Janesville.
La ville de Janesville est le siège du comté de Rock, dans l’État du Wisconsin, aux États-Unis. Sa population s’élevait à 63 575 habitants lors du recensement de 2010, estimée à 64 359 habitants en 2017.

## Géographie
Janesville est traversée par la rivière Rock.
La municipalité s'étend sur 34,45 milles carrés (89,23 km2), dont 0,59 milles carrés (1,53 km2) d'étendues d'eau.

## Histoire
La ville est fondée sur les rives de la Rock par John Inman, William Holmes, Joshua Holmes et George Follner en 1835. L'année suivante, Henry James demande la création d'un bureau de poste dans la localité sous le nom de Black Hawk ; la poste retient cependant le nom de Janesville. La ville se développe grâce l'agriculture et son statut de siège de comté, passant de 300 habitants en 1840 à 3 000 dix ans plus tard. Elle devient une municipalité en 1853.
Ville historiquement ouvrière, Janesville vote généralement pour les candidats du Parti démocrate. 
Un élément notable de son tissu industriel a longtemps été l'usine General Motors de Janesville, qui a fermé en raison de la crise économique de 2008. Les conséquences de cette fermeture font l'objet d'une enquête de la journaliste d'investigation Amy Goldstein, publiée chez Christian Bourgois en 2019 sous le titre Janesville, Une histoire américaine.
C'est aussi à Janesville que la première usine de la Parker Pen Company fut construite.

## Démographie
| Groupe                           | Janesville | Wisconsin | États-Unis |
| -------------------------------- | ---------- | --------- | ---------- |
| Blancs                           | 91,7       | 84,3      | 72,4       |
| Afro-Américains                  | 2,6        | 6,3       | 12,6       |
| Métis                            | 2,1        | 1,8       | 2,9        |
| Autres                           | 2,0        | 2,4       | 6,2        |
| Asiatiques                       | 1,4        | 2,3       | 4,8        |
| Amérindiens                      | 0,3        | 1,0       | 0,9        |
| Total                            | 100        | 100       | 100        |
|                                  |            |           |            |
| Hispaniques et Latino-Américains | 5,4        | 5,9       | 16,7       |

Le revenu par habitant était en moyenne de 26 468 dollars par an entre 2012 et 2016, en dessous de la moyenne du Wisconsin (29 253 dollars) et des États-Unis (29 829 dollars). Sur cette même période, 14,7 % des habitants de Janesville vivaient sous le seuil de pauvreté (contre 11,8 % dans l'État et 12,7 % à l'échelle du pays).

## Personnalités liées à la ville
- James Budd, gouverneur de Californie de 1895 à 1899, est né à Janesville.
- Paul Ryan, membre du Parti républicain, candidat du Parti républicain à la vice-présidence des États-Unis pour l'élection présidentielle de 2012 et ancien président de la Chambre des représentants entre 2015 et 2019, est né à Janesville.